# IBM PC Convertible
El  IBM PC Convertible  ( IBM PC 5140  o también conocido como  IBM Convertible ) fue el primer ordenador portátil de IBM, presentado el 3 de abril de 1986. Destaca por ser el primer auténtico ordenador portátil de IBM, pues tenía capacidad para administrar su consumo energético y el uso de baterías. También fue el primer IBM en usar unidades de disquete de 3,5 ".
Sustituye al IBM Portable y su precio era de 1995 dólares.

## Información general
Con un procesador Intel 80c88, que no era más que una versión CMOS del Intel 8088 a 4,77 MHz, el portátil de IBM tenía un puerto de expansión ISA propietario, que permitía conectar una impresora y una salida de vídeo; podía añadirse un módem interno, pero no había suficiente espacio para poner un disco duro.
Si presionas el botón de apagar/encender la máquina ésta no se apagaba, porque la ponía en un modo de suspensión; esta función permitía ahorrarse los largos procesos de inicio.
El diseño del portátil era de tipo "clam shell" (el primero que IBM fabricaba) y ofrecía la Surface Mounted Devices (SND), una opción pionera en un equipo como era este.

### Especificaciones
- Peso: 5800 g (204,59 onzas)
- Microprocesador: Intel 80C88 a 4,77 MHz.
- Memoria RAM: 256 KiB (ampliables a 512 KiB).
- Pantalla LCD de 640x200 (gráficos) y 80x25 (texto)
- 2 unidades de disquete de 3,5 pulgadas y 720 KiB.
- Un puerto de expansión.
- Impresora térmica, puerto serie y puerto paralelo y adaptador para monitor CRT.
- Sistema operativo PC DOS 3.2 y BASIC.

### Crítica
A pesar de las innovaciones que presentaba, este ordenador no tuvo mucho éxito ya que sus competidores ya ofrecían equipos con procesador Intel 286 y posibilidad de instalar. Instalación de un disco duro en opción.
Dejando de lado que pesaba bastante, no incluía puertos de expansión que el PC tenía, como el puerto de serie o el puerto paralelo, una pantalla LCD de difícil lectura (no tenía luz trasera), y ordenadores de empresas con Zenith y Toshiba que ofrecían un peso inferior, similares prestaciones y algunas veces a mitad de precio.
Fue sustituido en 1991 con el IBM PS/2 L40 SX y Japón por IBM Personal System/55note, este último será el predecesor de los ThinkPad.

## Nota
- Datos: Q1653122
- Multimedia: IBM 5140 / Q1653122